# 樹子腳 (臺南市)
樹子腳，原稱為樹仔腳，是臺灣臺南市七股區的一個傳統地域名稱，位於該區東部略偏南。相較於今日行政區，其範圍大致包括樹林里不含西北端及東部凸出部分的大部分地區及西南端、義合里東北端、竹橋里西半部的北側邊界地帶。
本地區境內主要聚落為樹仔腳、頂義合、下破坪、頂破坪、十一份，設有樹林國小。

## 歷史
台灣日治初期，樹子腳地區為一街庄，稱為「樹仔腳庄」（舊制街庄），隸屬於西港仔堡。該庄昔日北與大藔庄為鄰，東北與塭仔內庄為鄰，東南與竹仔港庄為鄰，南邊為七十二份庄，西邊為三股仔庄、七股藔庄。
1901年（日治明治三十四年）11月11日，全台廢縣廳改設二十廳，該庄隸屬於鹽水港廳。1904年（明治三十七年）4月1日，該庄編入「學甲藔區」，隸屬於鹽水港廳。1906年（明治三十九年）4月1日，鹽水港廳內管轄區域調整，該庄改隸屬於「塭仔內區」。1909年（明治四十二年）10月25日，全台合併二十廳為十二廳，塭仔內區改隸屬於臺南廳。1920年（大正九年）10月1日，全台地方制度大改正，廢十二廳改設五州二廳，該庄改制並雅化為「樹子腳」大字，隸屬於臺南州北門郡七股庄（新制街庄）。
戰後七股庄改制為七股鄉，隸屬於臺南縣，大字亦改制為村。1950年（民國39年）10月25日，雲、嘉、南分治，七股鄉仍隸屬於臺南縣。2010年（民國99年）12月25日，臺南縣、市合併為直轄臺南市，七股鄉改制為七股區，村亦改制為里。

## 聚落
本地區發展較早的聚落為樹仔腳、頂義合、下破坪、頂破坪、十一份，在日治初期的官方地圖上已有記載。

## 交通
省道台17線又稱「西部濱海公路」，是甲南至水底寮的幹道，經過本地區西南端。由該道路北行可前往七股區七股地區、將軍區、北門區、嘉義縣布袋鎮等地；南行可前往安南區、臺南市北區/中西區、南區、高雄市茄萣區等地。
區道南33線是看坪至竹港的道路，其北側端點（起點）位於本地區北部的區道南34線轉角路口，由此向南會經過本地區的頂破坪、下破坪、樹仔腳三個聚落，其中部分路段與區道南36線共線，另有部分路段與區道南37線共線。
區道南34線是三合寮至西港的道路，經過本地區北部凸出部分的東北端。
區道南36線是十一份至麻豆寮的道路，經過本地區的十一份、頂破坪兩個聚落，其中部分路段與區道南33線共線。
區道南37線是佳里至竹橋的道路，經過本地區東部樹仔腳聚落東側，其中部分路段與區道南33線共線。
區道南37-1線是樹林至北槺榔的道路，其東北側端點（起點）位於本地區東部邊界地帶的區道南37線路口，由此向西南微西會經過本地區的樹仔腳、頂義合兩個聚落。

## 學校
- 樹林國小